# 高圆宫杯JFA U-18足球联赛
高圆宫杯日本足协18岁以下足球联赛（日语：高円宮杯 JFA U-18サッカーリーグ）是日本针对国内15至17岁年龄段（即第二类注册选手或高中生）而举行的男子足球循环赛。

## 联赛概要
所有符合日本足球协会球队注册类型第2种类别要求的球队（包含所有高中校队）均可以报名该项赛事，赛事采用循环赛制。该赛事在最初的1990年到2010年时期被称为“高园宫杯全日本青年（18岁以下）足球锦标赛”（以下称“旧高园宫杯”）；从2011年开始，比赛更名为“高园宫杯18岁以下足球联赛”。比赛的名称源自1987年便担任日本足球协会名誉总裁高圆宫宪仁亲王所赐予的高圆宫奖杯。由于日本足球协会在2017年11月1日公布的“JFA品牌”计划规定，未来所有由日本足协主办的赛事都必须加上“JFA”字样，因此赛事才更名为现在的名字。
高圆宫杯日本足协18岁以下足球联赛为三级联赛：分为东西赛区的超级联赛为最高等级联赛；而全国分为九个赛区的王子联赛则为次级联赛；最后由各都道府县组织的都道府县联赛为第三级联赛。三级赛事之间有升降级制度，同时超级联赛的东西赛区冠军还将举行总决赛，以决定谁是总冠军。

### 创立经过
由日本关东地区名门高中所建立的“关东超级联赛”被日本足球协会当作建立新18岁以下日本青少年足球联赛的模板。2003年，日本足协在全国建立了九个赛区的“JFA王子联赛（U18）”，这也是第14届旧高园宫杯足球赛的地区预选赛。此外，从2005年开始的第15届旧高园宫杯足球赛也开始引入了小组赛等改革措施。
2011年，为了推动改革，日本足协决定将旧高园宫杯足球赛改制为联赛。在2011年3月17日召开的日本足球协会理事会上，日本足协决定将新的高园宫杯18岁以下足球联赛打造成为日本青少年足球联赛，同时也将王子联赛包括在其中。

### 赛事特色
在日本，符合日本足球协会球队注册类型第二类注册类别的球队有两种：一种是各大高中的足球校队，而这些球队隶属于全國高等學校體育聯盟；而另一种则是日本足球J联赛加盟俱乐部所属18岁以下青年梯队，而这些球队属于日本俱乐部青年足球联盟。虽然分属不同的管理机构，但是其所采用的比赛规则等则完全一致。全國高等學校體育聯盟有专门针对各大高中足球队而主办的全國高等學校足球錦標賽和全国高等学校综合体育大会足球竞技大会等两大赛事；而同样的，日本俱乐部青年足球联盟也有为各大职业俱乐部18岁以下青年梯队主办的日本俱乐部青年足球（18岁以下）锦标赛和J青年杯等赛事。按照这些赛事的规定，高中足球队是不能参加日本俱乐部青年足球联盟所主办的赛事；而各大职业俱乐部18岁以下青年梯队也不能参加全國高等學校體育聯盟所主办的赛事。因此，高圆宫杯日本足协18岁以下足球联赛是两大管理机构所属球队唯一能都参加的正式足球赛。
此外，由全國高等學校體育聯盟主办的全国高等学校足球锦标赛和全国高等学校综合体育大会足球竞技大会，以及由日本俱乐部青年足球联盟主办的日本俱乐部青年足球（18岁以下）锦标赛和J青年杯等4项足球赛都是杯赛，采取的全是单败淘汰制。但高圆宫杯日本足协18岁以下足球联赛却是一项全年都在举行的联赛。关于这点差异，同为2019年高圆宫杯日本足协18岁以下足球超级联赛参赛队伍的流通经济大学附属柏高等学校的足球教练本田裕一郎和青森山田中学高等学校的足球教练黑田刚在对谈中说道，“杯赛是一场定胜负，（必须取得胜利的心理）会给参赛队员造成心理负担并进而产生不利影响”，“而在联赛中，队员可以采取‘我们可以从这次失败中汲取教训并在下场比赛中弥补回来’的态度；同时训练、比赛、训练这种周期往复也是非常重要的”，这恰好就是联赛的意义。
同时全年举行联赛的另一个优点在于，可以让更多的球员参与到正式比赛中来。根据赛事规则，除了每场上下半场的换人之外，各支球队还可以在每场比赛之间进行选手的大幅度轮换。

## 联赛构成
| 级别 | 联赛                                                                        | 联赛                                                                        | 联赛                                                                        | 联赛                                                                        | 联赛                                                                        | 联赛                                                                        | 联赛                                                                        | 联赛                                                                        | 联赛                                                                        | 联赛                                                                        |
| ---- | --------------------------------------------------------------------------- | --------------------------------------------------------------------------- | --------------------------------------------------------------------------- | --------------------------------------------------------------------------- | --------------------------------------------------------------------------- | --------------------------------------------------------------------------- | --------------------------------------------------------------------------- | --------------------------------------------------------------------------- | --------------------------------------------------------------------------- | --------------------------------------------------------------------------- |
| -    | 高圆宫杯日本足协18岁以下足球超级联赛总决赛 超级联赛东西赛区冠军之间的总决赛 | 高圆宫杯日本足协18岁以下足球超级联赛总决赛 超级联赛东西赛区冠军之间的总决赛 | 高圆宫杯日本足协18岁以下足球超级联赛总决赛 超级联赛东西赛区冠军之间的总决赛 | 高圆宫杯日本足协18岁以下足球超级联赛总决赛 超级联赛东西赛区冠军之间的总决赛 | 高圆宫杯日本足协18岁以下足球超级联赛总决赛 超级联赛东西赛区冠军之间的总决赛 | 高圆宫杯日本足协18岁以下足球超级联赛总决赛 超级联赛东西赛区冠军之间的总决赛 | 高圆宫杯日本足协18岁以下足球超级联赛总决赛 超级联赛东西赛区冠军之间的总决赛 | 高圆宫杯日本足协18岁以下足球超级联赛总决赛 超级联赛东西赛区冠军之间的总决赛 | 高圆宫杯日本足协18岁以下足球超级联赛总决赛 超级联赛东西赛区冠军之间的总决赛 | 高圆宫杯日本足协18岁以下足球超级联赛总决赛 超级联赛东西赛区冠军之间的总决赛 |
| 1    | 高圆宫杯日本足协18岁以下足球超级联赛 分为东西赛区并各自举行循环赛           | 高圆宫杯日本足协18岁以下足球超级联赛 分为东西赛区并各自举行循环赛           | 高圆宫杯日本足协18岁以下足球超级联赛 分为东西赛区并各自举行循环赛           | 高圆宫杯日本足协18岁以下足球超级联赛 分为东西赛区并各自举行循环赛           | 高圆宫杯日本足协18岁以下足球超级联赛 分为东西赛区并各自举行循环赛           | 高圆宫杯日本足协18岁以下足球超级联赛 分为东西赛区并各自举行循环赛           | 高圆宫杯日本足协18岁以下足球超级联赛 分为东西赛区并各自举行循环赛           | 高圆宫杯日本足协18岁以下足球超级联赛 分为东西赛区并各自举行循环赛           | 高圆宫杯日本足协18岁以下足球超级联赛 分为东西赛区并各自举行循环赛           | 高圆宫杯日本足协18岁以下足球超级联赛 分为东西赛区并各自举行循环赛           |
| 1    | 东部赛区 共计10支球队                                                       | 东部赛区 共计10支球队                                                       | 东部赛区 共计10支球队                                                       | 东部赛区 共计10支球队                                                       | 东部赛区 共计10支球队                                                       | 西部赛区 共计10支球队                                                       | 西部赛区 共计10支球队                                                       | 西部赛区 共计10支球队                                                       | 西部赛区 共计10支球队                                                       | 西部赛区 共计10支球队                                                       |
| 2    | 高园宫杯日本足协18岁以下足球王子联赛 全日本分为9个赛区进行联赛              | 高园宫杯日本足协18岁以下足球王子联赛 全日本分为9个赛区进行联赛              | 高园宫杯日本足协18岁以下足球王子联赛 全日本分为9个赛区进行联赛              | 高园宫杯日本足协18岁以下足球王子联赛 全日本分为9个赛区进行联赛              | 高园宫杯日本足协18岁以下足球王子联赛 全日本分为9个赛区进行联赛              | 高园宫杯日本足协18岁以下足球王子联赛 全日本分为9个赛区进行联赛              | 高园宫杯日本足协18岁以下足球王子联赛 全日本分为9个赛区进行联赛              | 高园宫杯日本足协18岁以下足球王子联赛 全日本分为9个赛区进行联赛              | 高园宫杯日本足协18岁以下足球王子联赛 全日本分为9个赛区进行联赛              | 高园宫杯日本足协18岁以下足球王子联赛 全日本分为9个赛区进行联赛              |
| 2    | 北海道 共计8支球队                                                          | 东北 共计10支球队                                                           | 关东 共计10支球队                                                           | 北信越 共计10支球队                                                         | 东海 共计10支球队                                                           | 东海 共计10支球队                                                           | 关西 共计10支球队                                                           | 中国 共计10支球队                                                           | 四国 共计10支球队                                                           | 九州 共计10支球队                                                           |
| 3    | 高圆宫杯日本足协18岁以下足球都道府县联赛 以各都道府县为单位进行的地区联赛。 | 高圆宫杯日本足协18岁以下足球都道府县联赛 以各都道府县为单位进行的地区联赛。 | 高圆宫杯日本足协18岁以下足球都道府县联赛 以各都道府县为单位进行的地区联赛。 | 高圆宫杯日本足协18岁以下足球都道府县联赛 以各都道府县为单位进行的地区联赛。 | 高圆宫杯日本足协18岁以下足球都道府县联赛 以各都道府县为单位进行的地区联赛。 | 高圆宫杯日本足协18岁以下足球都道府县联赛 以各都道府县为单位进行的地区联赛。 | 高圆宫杯日本足协18岁以下足球都道府县联赛 以各都道府县为单位进行的地区联赛。 | 高圆宫杯日本足协18岁以下足球都道府县联赛 以各都道府县为单位进行的地区联赛。 | 高圆宫杯日本足协18岁以下足球都道府县联赛 以各都道府县为单位进行的地区联赛。 | 高圆宫杯日本足协18岁以下足球都道府县联赛 以各都道府县为单位进行的地区联赛。 |

### 超级联赛
日本全国参加超级联赛的20支球队将被分为东西两个赛区（具体分组以各年份实际操作为准），每个赛区的10支球队将以主客场制参加全年赛事。每年东西赛区会各有2支球队降级到王子联赛，而同时王子联赛每年会有4支球队升入超级联赛。
超级联赛的东西赛区冠军还将进行总决赛，总决赛冠军除了可以获得高园宫杯外，还将获得日本足协杯（由日本足球后援会捐赠）。直至2017年，总决赛也被称为“高圆宫杯日本足协18岁以下足球联赛冠军赛”。

### 王子联赛
王子联赛是超级联赛的次级联赛，继承自2010年开始举行的“日本足协王子联赛18岁以下组”。全日本的参赛队伍分为九个赛区进行主客场比赛，具体赛制以各赛区的规则为准。每个赛区排名靠前的球队将可以参加“超级联赛季后赛”（2017年之前被称为“超级联赛资格赛”），最终排名前四的球队将升级参加超级联赛。
| 赛区           | 加盟都道府县                                                     |
| -------------- | ---------------------------------------------------------------- |
| 北海道王子联赛 | 北海道                                                           |
| 东北王子联赛   | 青森县、岩手县、宫城县、秋田县、山形县、福岛县                   |
| 关东王子联赛   | 茨城县、栃木县、群马县、埼玉县、千叶县、东京都、神奈川县、山梨县 |
| 北信越王子联赛 | 新潟县、富山县、石川县、福井县、长野县                           |
| 东海王子联赛   | 岐阜县、静冈县、爱知县、三重县                                   |
| 关西王子联赛   | 滋贺县、京都府、大阪府、兵库县、奈良县、和歌山县                 |
| 中国王子联赛   | 鸟取县、岛根县、冈山县、广岛县、山口县                           |
| 四国王子联赛   | 德岛县、香川县、爱媛县、高知县                                   |
| 九州王子联赛   | 福冈县、佐贺县、长崎县、熊本县、大分县、宫崎县、鹿儿岛县、冲绳县 |

### 地区联赛
各都道府县的赛制各不相同，但基本不采用主客场制。
由于北海道王子联赛只有北海道一个行政区，因此该行政区的第3级联赛也被称为“町联赛”。

## 关联项目

### 高中足球赛事
- 全国高等学校综合体育大会足球竞技大会（日语：全国高等学校総合体育大会サッカー競技大会）
- 国民体育大会足球竞技
- 全國高等學校足球錦標賽
- 全日本高等学校女子足球锦标赛（日语：全日本高等学校女子サッカー選手権大会）
- 选拔高校女子足球大会（日语：選抜高校女子サッカー大会）

### 相关赛事
- 高圆宫杯日本足协18岁以下足球超级联赛（日语：高円宮杯 JFA U-18サッカープレミアリーグ）
- 高园宫杯日本足协18岁以下足球王子联赛（日语：高円宮杯 JFA U-18サッカープリンスリーグ）
- 高园宫杯全日本青年（18岁以下）足球锦标赛（日语：高円宮杯全日本ユース(U-18)サッカー選手権大会）

### 脚注
1. ↑  根据日本足球协会给予的赛事规则指南建议，18岁以下年龄段的足球赛采取的一般是上下半场各45分钟的方式；但如果出现球队连续比赛的情况，则可以将上下半场的时间缩短为40分钟[8]。

### 出典
1. 1 2  . 日本足球协会.   [2020-08-21]. （原始内容存档于2016-06-02）.
2. ↑   (PDF). 日本足球协会.   [2020-08-21]. （原始内容存档 (PDF)于2020-09-20）.
3. ↑  安藤隆人. . メディア・ポート. 2007: 125-126  [2020-08-22]. ISBN 9784901611275.
4. ↑  . 日本足球协会.   [2020-08-22]. （原始内容存档于2005-12-11）.
5. ↑   (PDF). 日本足球协会.   [2020-08-22]. （原始内容存档 (PDF)于2016-05-02）.
6. ↑  芝田カズヤ. . SPAIA.   [2020-08-22]. （原始内容存档于2020-12-03）.
7. ↑  . 日本足球协会.   [2020-08-22]. （原始内容存档于2020-05-19）.
8. ↑  . 日本足球协会.   [2020-08-22]. （原始内容存档于2021-03-19）.